# Понури (річка)
Понури (рос. Понуры; Яр Понура) — річка в Росії й Україні у Грайворонському та Охтирському районах Бєлгородської й Сумської областей. Ліва притока річки Ворскли (басейн Дніпра).

## Опис
Довжина річки приблизно 9,37 км, найкоротша відстань між витоком і гирлом — 7,52  км, коефіцієнт звивистості річки — 1,25 . Формується багатьма струмками та загатами.

## Розташування
Бере початок у колишньому селі Понури. Тече переважно на північний захід через село Козинку і на північній околиці села Лукашівка впадає у річку Ворсклу, ліву притоку Дніпра.

## Цікаві факти
- У XX столітті на річці існувало декілька газових свердловин[1].